# Эриставт-эристави
Эриставт-эристави (груз.: ერისთავთ-ერისთავი, асомтаврули: ႤႰႨႱႧႠႥႧ-ႤႰႨႱႧႠႥႨ, буквально «князь князей») — титул крупных грузинских феодалов, глав эриставств, крупных эриставов.

## История

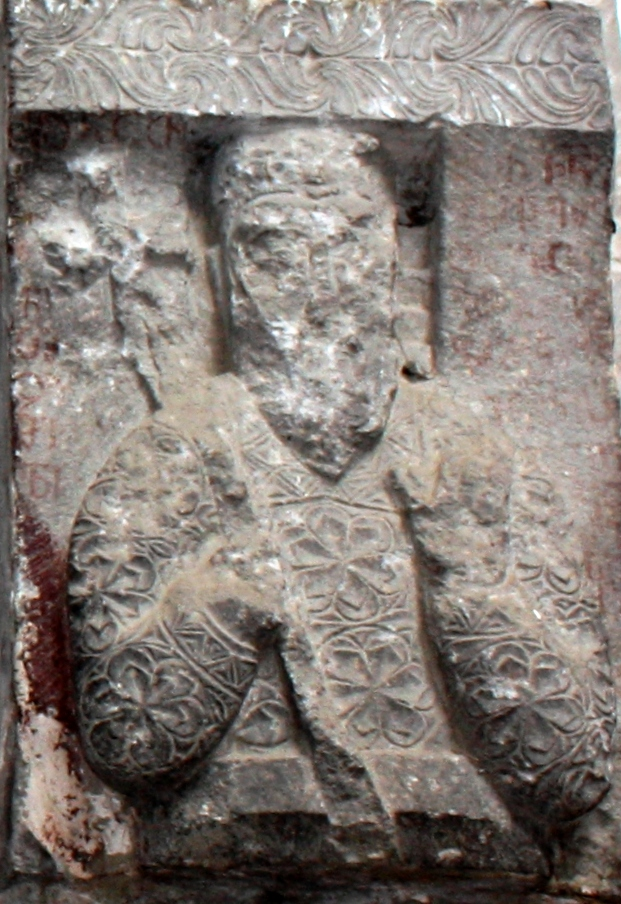
Барельеф из средневекового грузинского собора Ошки с изображением Баграта II, эриставт-эристава.

В грузинских источниках титул «Эристави» часто четко не отличается от других терминов (эрисмтавари, владыка эриставт-эриставства и другие).
Иногда «Эриставт-эристави» встречается в значении эриставтеристави, иногда Эриставт-эристава называют «царь», «правитель», «вождь».
Титул Эриставт-эристава особенно широко утвердился в роде Багратионов, господствовавших в Тао-Кларджети. Из известных представителей:
- Адарнасе II Багратион (ум. 870)
- Адарнасе III Багратион (ум. 896)
- Давид Багратион (ум. 908)
- Ашот Багратион (Кухи) (ум. 918)
- Гурген II Багратион (ум. 941)
- Баграт II Багратион (ум. 966/969)
- Баграт II Простак (Багратион) (ум. 994)

## Более поздние сведения
В XI—XV веках в феодальной монархии Грузии жили эриставы Картли (Эриставт-Эриставский род Сурамели, боковая ветвь Липаритидов), Кахетии (Дзаганисдзе), Самцхе (спасалары Джакели), Одиши (Бедиани), Сванети (Варданисдзе), Цкуми (Шарвашидзе), Рача и Таквери (Кахаберисдзе), были чиновниками царя Эрети (Григолисдзе), не имели подчиненных им эриставов и таким образом буквальное положение эриставт-эристава не отражало их реального положения.